# NHL
L'NHL o Lliga Nacional d'Hoquei (en anglès National Hockey League o NHL; en francès Ligue nationale de hockey o LNH) és una organització esportiva composta d'equips d'hoquei sobre gel del Canadà i dels Estats Units. És la lliga d'hoquei sobre gel professional més important del món, i una de les grans lligues esportives de Nord-amèrica.
La lliga Nacional d'Hoquei actualment consta de 30 equips dividits en dues conferències. Cada conferència té tres divisions, i cada divisió té cinc equips. Aquesta organització de la lliga va començar a ser utilitzada en la temporada 2000-01. Al llarg de la història s'han produït moltes combinacions d'equips en les divisions. El campió de la lliga regular, l'equip que suma més punts, guanya el Trofeu dels Presidents (Presidents' Trophy). Després de la lliga regular els tres campions de divisió i els altres cinc equips de cada conferència amb major nombre de punts, un total de vuit per conferència, es classifiquen per les eliminatòries de la Copa Stanley (Stanley Cup), el títol del campionat.
Malgrat que 25 dels 32 equips tenen base als Estats Units, l'NHL està dominada pels canadencs. Més de la meitat dels jugadors de la lliga en la temporada 2005-06 eren oriünds del Canadà. És en aquest país on va néixer l'NHL i on més tradició d'aquest esport hi ha, es considera l'esport nacional del Canadà, el més seguit i el més popular. L'NHL va néixer a Mont-real el 1917, els Original Six (sis originals), els sis equips més antics que sobreviuen són els Montreal Canadiens, els Toronto Maple Leafs, els Detroit Red Wings, els Chicago Blackhawks, els Boston Bruins (els primers dels Estats Units en jugar a la lliga), i els New York Rangers.

## Estructura de la temporada

### Temporada regular
Cada equip de l'NHL juga 82 partits de lliga regular, 41 a casa i 41 fora. Els equips juguen 28-30 partits contra equips de la seva pròpia divisió (4-5 contra cadascun dels 6-7 equips restants), 22-24 contra equips de les altres divisions de la mateixa conferència (3-4 partits contra els altres 7-8 equips) i 14-16 partits contra equips de l'altra conferència, 2 contra cada equip de les divisions de la conferència contrària. Les dues divisions de la conferència contrària amb els quals han de jugar els equips cada temporada són rotats cada any, com la lliga nord-americana de beisbol.
Els punts es reparteixen de la següent manera:
Dos punts per una victòria (ja sigui en temps reglamentari, pròrroga o "penals" ("fusillades" (en francès o "shootouts" en anglès). Això compte com una "victòria" en les classificacions.
Un punt per perdre en la pròrroga o en la tanda de "penal". Això compte com derrota en la pròrroga ("DTS" défaite au temps supplémentaire en francès o "OTL" Overtime Loss en anglès).
Cap punt per derrota en el temps reglamentari. Compte com "partit perdut" en les classificacions.
Entre les lligues professionals esportives, l'NHL és l'única que premia a un equip per perdre en la pròrroga.
Al final de la lliga regular, l'equip que finalitza amb més punts en cada divisió és coronat Campió de Divisió i l'equip amb més punts en tota la temporada regular guanya el Trofeu dels Presidents (vegeu secció de Guardons).

### Playoffs per la Copa Stanley

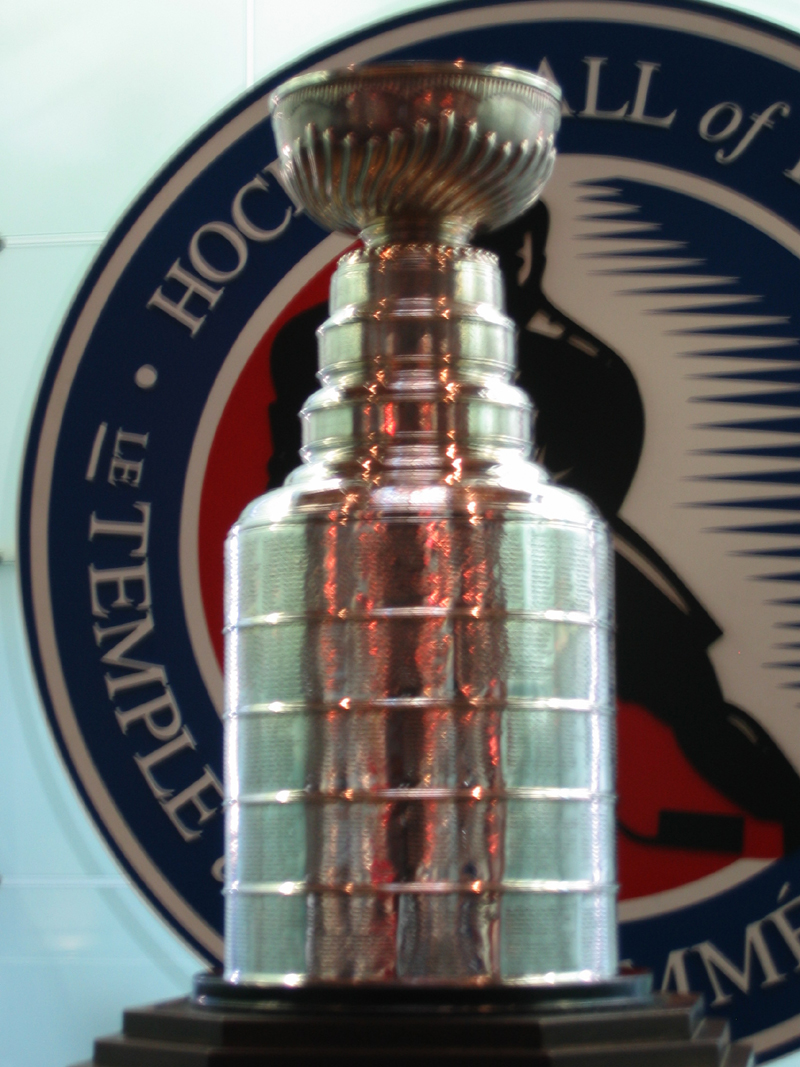
La Copa Stanley

Al final de la lliga regular, els dos campions de divisió amb els altres seis equips de cada conferència amb major nombre de punts (un total de 8 per cada conferència), es classifiquen per les eliminatòries de la Copa Stanley. Els campions de divisió són caps de sèrie, fins i tot si un equip que no ha guanyat en alguna divisió té més punts, i els següents equips són numerats del 3 al 8.
Els playoffs per la Copa Stanley són un torneig per eliminatòries, en el qual dos equips lluiten al millor de set partits per passar a la següent ronda. La primera ronda de playoffs, o quarts de final de conferència, consisteix en eliminatòries del primer contra el vuitè, segon contra setè, tercer contra sisè i quart contra cinquè. En la segona ronda, o semifinals de conferència, la NHL reorganitza els equips (al contrari que l'NBA), jugant els que queden amb millor balanç contra els que tinguin pitjor balanç, cada conferència encara per separat. En la tercera ronda, o final de conferència, els dos equips restants juguen un contra l'altre, passant els Campions de Conferència a la Final de la Copa Stanley.
En cada ronda l'equip amb millor nombre de punts en la temporada regular tindrà avantatge de camp, al jugar quatre dels set partits a casa (primer, segon i, quan són necessaris, el cinquè i setè partits) i jugant-se els altres tres en el camp de l'altre equip.

## Camp d'hoquei sobre gel

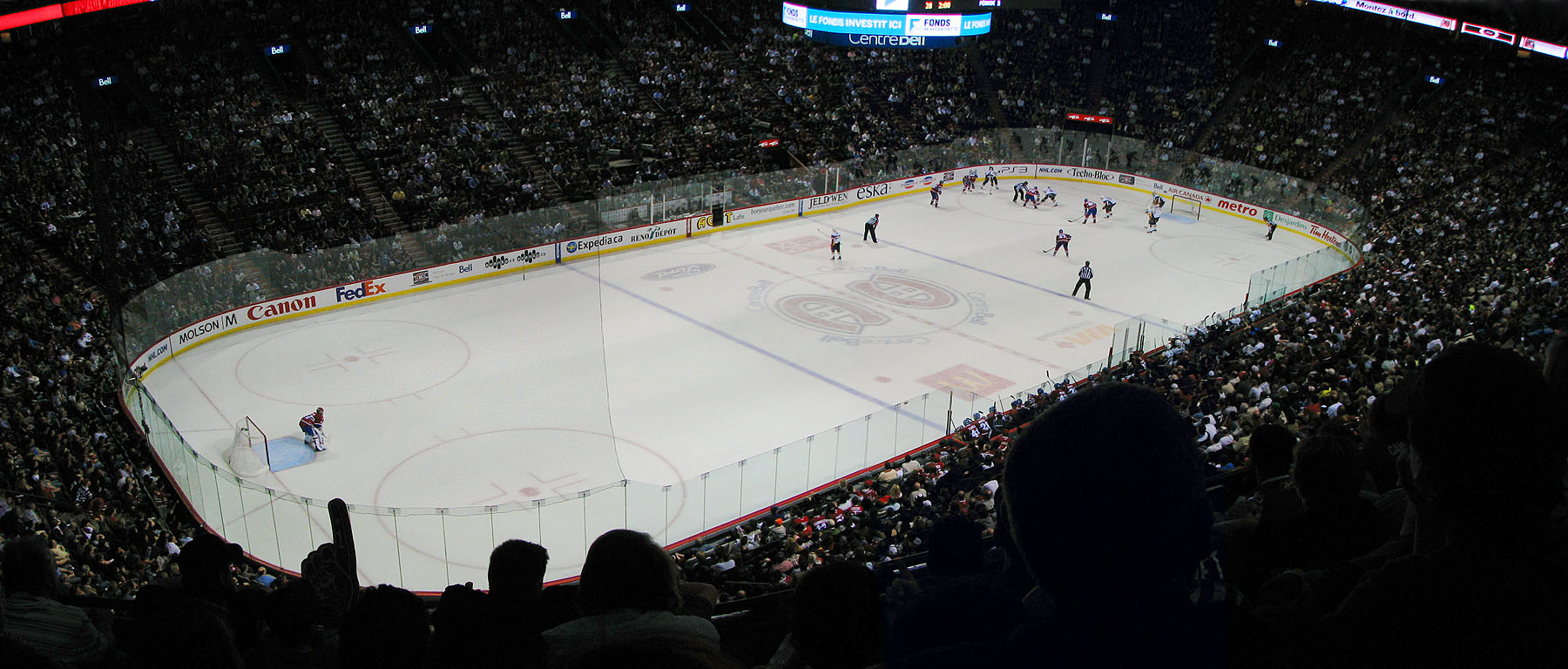
Imatge interior del Centre Bell, seu dels Montreal Canadiens.

El camp d'hoquei és de gel, amb forma rectangular amb les cantonades arrodonides i envoltat per una tanca amb proteccions de metacrilat. Les mesures de l'NHL són 25,9 metres d'ample per 60,9 metres de llarg, encara que les normes internacionals dicten que el camp ha de mesurar entre 60 i 61 metres de llarg i entre 29 i 30 metres d'ample. La línia de centre divideix el camp en dues meitats iguals. És usada per sancionar les faltes conegudes com a "passi de dos línies". Existeixen també dues línies de color blau que divideixen el terreny de joc en terços iguals. Prop del final de cada meitat del camp, hi ha una línia vermella fina (línia de gol), que travessa el camp a l'ample. Són usades per determinar els gols i alguns casos de "icing".
Una novetat d'aquest any, després d'haver estat provada a la lliga filial American Hoquei League, és un trapezi situat darrere de cada xarxa de porteria. El porter únicament pot jugar el disc (rondelle en francès, puck en anglès) en aquesta àrea o a l'àrea celeste enfront de la línia de gol. Si el porter juga la disco després de la línia de gol i no en el trapezi, serà penalitzat amb 2 minuts per endarrerir el joc.

## Historial
| Temporada | Copa Stanley (Playoffs)                                       | Trofeu dels Presidents (Temporada regular)                    |
| --------- | ------------------------------------------------------------- | ------------------------------------------------------------- |
| 2021–22   | Colorado Avalanche                                            | Florida Panthers                                              |
| 2020–21   | Tampa Bay Lightning                                           | Colorado Avalanche                                            |
| 2019-20   | Tampa Bay Lightning                                           | Boston Bruins                                                 |
| 2018-19   | St. Louis Blues                                               | Tampa Bay Lightning                                           |
| 2017-18   | Washington Capitals                                           | Nashville Predators                                           |
| 2016-17   | Pittsburgh Penguins                                           | Washington Capitals                                           |
| 2015-16   | Pittsburgh Penguins                                           | Washington Capitals                                           |
| 2014-15   | Chicago Blackhawks                                            | New York Rangers                                              |
| 2013-14   | Los Angeles Kings                                             | Boston Bruins                                                 |
| 2012-13   | Chicago Blackhawks                                            | Chicago Blackhawks                                            |
| 2011-12   | Los Angeles Kings                                             | Vancouver Canucks                                             |
| 2010-11   | Boston Bruins                                                 | Vancouver Canucks                                             |
| 2009-10   | Chicago Blackhawks                                            | Washington Capitals                                           |
| 2008-09   | Pittsburgh Penguins                                           | San Jose Sharks                                               |
| 2007-08   | Detroit Red Wings                                             | Detroit Red Wings                                             |
| 2006-07   | Anaheim Ducks                                                 | Buffalo Sabres                                                |
| 2005-06   | Carolina Hurricanes                                           | Detroit Red Wings                                             |
| 2004-05   | Cap campió per la temporada suspesa per la vaga dels jugadors | Cap campió per la temporada suspesa per la vaga dels jugadors |
| 2003-04   | Tampa Bay Lightning                                           | Detroit Red Wings                                             |
| 2002-03   | New Jersey Devils                                             | Ottawa Senators                                               |
| 2001-02   | Detroit Red Wings                                             | Detroit Red Wings                                             |
| 2000-01   | Colorado Avalanche                                            | Colorado Avalanche                                            |
| 1999-00   | New Jersey Devils                                             | St. Louis Blues                                               |
| 1998-99   | Dallas Stars                                                  | Dallas Stars                                                  |
| 1997-98   | Detroit Red Wings                                             | Dallas Stars                                                  |
| 1996-97   | Detroit Red Wings                                             | Colorado Avalanche                                            |
| 1995-96   | Colorado Avalanche                                            | Detroit Red Wings                                             |
| 1994-95   | New Jersey Devils                                             | Detroit Red Wings                                             |
| 1993-94   | New York Rangers                                              | New York Rangers                                              |
| 1992-93   | Montreal Canadiens                                            | Pittsburgh Penguins                                           |
| 1991-92   | Pittsburgh Penguins                                           | New York Rangers                                              |
| 1990-91   | Pittsburgh Penguins                                           | Chicago Blackhawks                                            |
| 1989-90   | Edmonton Oilers                                               | Boston Bruins                                                 |
| 1988-89   | Calgary Flames                                                | Calgary Flames                                                |
| 1987-88   | Edmonton Oilers                                               | Calgary Flames                                                |
| 1986-87   | Edmonton Oilers                                               | Edmonton Oilers                                               |
| 1985-86   | Montreal Canadiens                                            | Edmonton Oilers                                               |

## Palmarès de la Copa Stanley
| Equip                | Títols |
| -------------------- | ------ |
| Montreal Canadiens   | 24     |
| Toronto Maple Leafs  | 13     |
| Detroit Red Wings    | 11     |
| Boston Bruins        | 6      |
| Chicago Blackhawks   | 6      |
| Edmonton Oilers      | 5      |
| Pittsburgh Penguins  | 5      |
| New York Islanders   | 4      |
| New York Rangers     | 4      |
| New Jersey Devils    | 3      |
| Tampa Bay Lightning  | 3      |
| Colorado Avalanche   | 3      |
| Philadelphia Flyers  | 2      |
| Los Angeles Kings    | 2      |
| Anaheim Ducks        | 1      |
| Calgary Flames       | 1      |
| Carolina Hurricanes  | 1      |
| Dallas Stars         | 1      |
| St. Louis Blues      | 1      |
| Vegas Golden Knights | 1      |
| Washington Capitals  | 1      |